# روبرت هامر
روبرت هامر (بالإنجليزية: Robert Hamer)‏ (و. 1911 – 1963 م) هو مخرج أفلام، وكاتب سيناريو، ومونتير بريطاني، توفي في لندن، عن عمر يناهز 52 عاماً، بسبب ذات الرئة.

## التعليم
تعلم في جامعة كامبريدج، وكلية جسد المسيح ‏.

## وصلات خارجية
- روبرت هامر على موقع IMDb (الإنجليزية)
- روبرت هامر على موقع الموسوعة البريطانية (الإنجليزية)
- روبرت هامر على موقع ألو سيني (الفرنسية)
- روبرت هامر على موقع أول موفي (الإنجليزية)
- روبرت هامر على موقع قاعدة بيانات الأفلام السويدية (السويدية)
- روبرت هامر على موقع إن إن دي بي (الإنجليزية)
- روبرت هامر على موقع قاعدة بيانات الفيلم (الإنجليزية)
- روبرت هامر على موقع كينوبويسك (الروسية)